# Johnson Outboards
La Johnson Outboard Motors era un'azienda americana che produceva motori entrobordo e fuoribordo.
Ha fatto parte con la Evinrude del gruppo Outboard Marine Corporation (OMC) fino a quando i marchi sono stati rilevati dalla Bombardier Recreational Products, del gruppo canadese Bombardier, che ha deciso la chiusura del marchio, concentrando le vendite sulla Evinrude. Resta la parte di assistenza e ricambi.

## Storia
La società originale fu la Johnson Brothers Motor Company di Terre Haute, Indiana. Pochi anni dopo l'apertura, nel marzo 1913, la fabbrica fu distrutta da un tornado e i fratelli si spostarono prima a South Bend (Indiana) e poi Waukegan, Illinois.
La società fu acquisita la prima volta da Outboard Marine Corporation (OMC) nel 1935. OMC fallì il 22 dicembre 2000. Dal 2001 venne acquisita dalla canadese Bombardier Recreational Products. Bombardier Recreational Products dismise il marchio Johnson nel 2007, utilizzando solo Evinrude Outboard Motors.